# Jezioro Czarne (Puszcza Bukowa)
Czarne (niem. Schwarzer See) – jezioro w Polsce, położone w województwie zachodniopomorskim, w powiecie gryfińskim, w gminie Stare Czarnowo, na Wzgórzach Bukowych, w otulinie Puszczy Bukowej, na wschód od Binowa.

## Opis
Jezioro Czarne jest bezodpływowym zbiornikiem wodnym posiadającym kształt pośredni między elipsą a trójkątem. Od południa wpływa doń niewielki strumień okresowy. Leży w kotlinie otoczonej przez cztery bezimienne wzgórza. Brzegi porasta gęsty młodnik modrzewiowy. Nazwa akwenu wywodzi się od ciemnego zabarwienia wody. Powierzchnia jeziora wynosi 2,49 ha.